# 33975 Shotatakahashi
33975 Shotatakahashi este o planetă minoră (asteroid) din centura de asteroizi. A fost descoperită pe 5 iulie 2000 la Stația Anderson Mesa de Lowell Observatory Near-Earth-Object Search și a fost numită după Shota Takahashi⁠(d). 
Obiectul prezintă o orbită caracterizată de o semiaxă mare de 2,703085 UAi, o excentricitate de 0,05, o înclinație de 4,46053 ° în raport cu ecliptica.